# 塞罗内格罗
塞罗内格罗是巴西圣卡塔琳娜州的一个市镇。总面积416.774平方公里，总人口3948人，人口密度9.5人/平方公里。